# El Intransigente
O jornal El Intransigente foi publicado na província de Salta, na Argentina, entre 1920 e 1981. A cobertura mediatica começou no dia 17 de Abril de 1920 supervisionado por David Michel Torino, co-fundador e dono do jornal. Nos primeiros anos, El Intransigente apoiou o governo nacional de Hipólito Yrigoyen, mas ele soube tornar-se um intérprete fiel da aspiração popular e posteriormente a realidade regional.

## El Intransigente: história
As posições de crítico inflexível dos abusos do poder, particularmente aqueles dos anos trinta, valia-lhe ataques com repetição e penalidades. A sua luta apaixonada para a liberdade da imprensa e da liberdade de expressão acabou em Junho de 1981. À origem deste encerramento, as divergencias na direcção e na gestão do jornal, especialmente depois das mortes dos directores, David e Martín Michel Torino; a instabilidade institucional do país também tinha contribuído fortemente ao encerramento permanente.
Vinte sete anos depois, El Intransigente torna-se novamente uma referência na imprensa com uma versão on-line. A sede está no Buenos Aires.

## Versão on-line: El Intransigente.com
A versão online do El intransigente foi lançada no dia 1 de Agosto de 2008. Desde então o jornal continuou a aumentar o número de visitas. A linha editorial que regula a actividade do jornal e que a caracteriza institucionalmente está expressa no seu lema: “informação em  estado puro”.

## Secções El Intransigente.com
•	Argentina
•	Regional
•	Mundo
•	Sociales
•	Salud
•	Mujer
•	Espectáculo
•	Deportes
•	Cultura
•	Editoriales
•	Policiales
•	Obituarios
•	Turismo